# Tuskaloosa
Tuskaloosa (aka Tuskalusa, Tastaluca, Tuskaluza) là tên của một thủ lĩnh tối cao thuộc một nhóm thổ dân sống ở Mississippi, có tổ tiên sống ở phía nam của Bắc Mĩ bây giờ thuộc bang Alabama của Hoa Kỳ. Tên người thủ lĩnh này được đặt cho thành phố Tuscaloosa để tưởng nhớ ông trong trận đánh với người Tây Ban Nha do Hernando de Soto lãnh đạo. Tên của ông bắt nguồn từ tiếng Tây Muskogean (taska, losa), có nghĩa là người chiến sĩ có màu da đen . Người ta mô tả ông là một người cao và khỏe mạnh. Một số người nói rằng ông ta cao hơn một foot rưỡi so với người Tây Ban Nha.